# آبشار گولفوس
آبشار گولفوس (به انگلیسی: Gullfoss) آبشاری است که در ایسلند واقع شده و ارتفاع کلی ریزشگاه آن ۳۲ متر است.

## نگارخانه

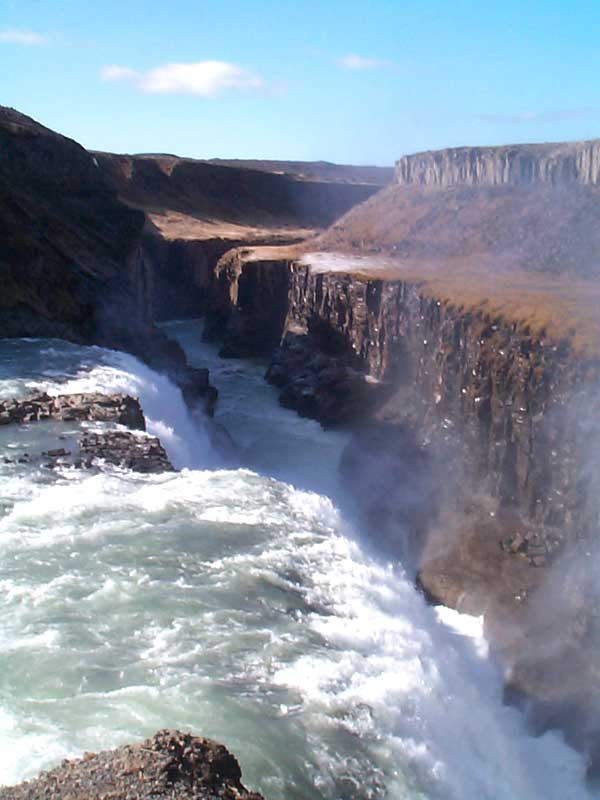
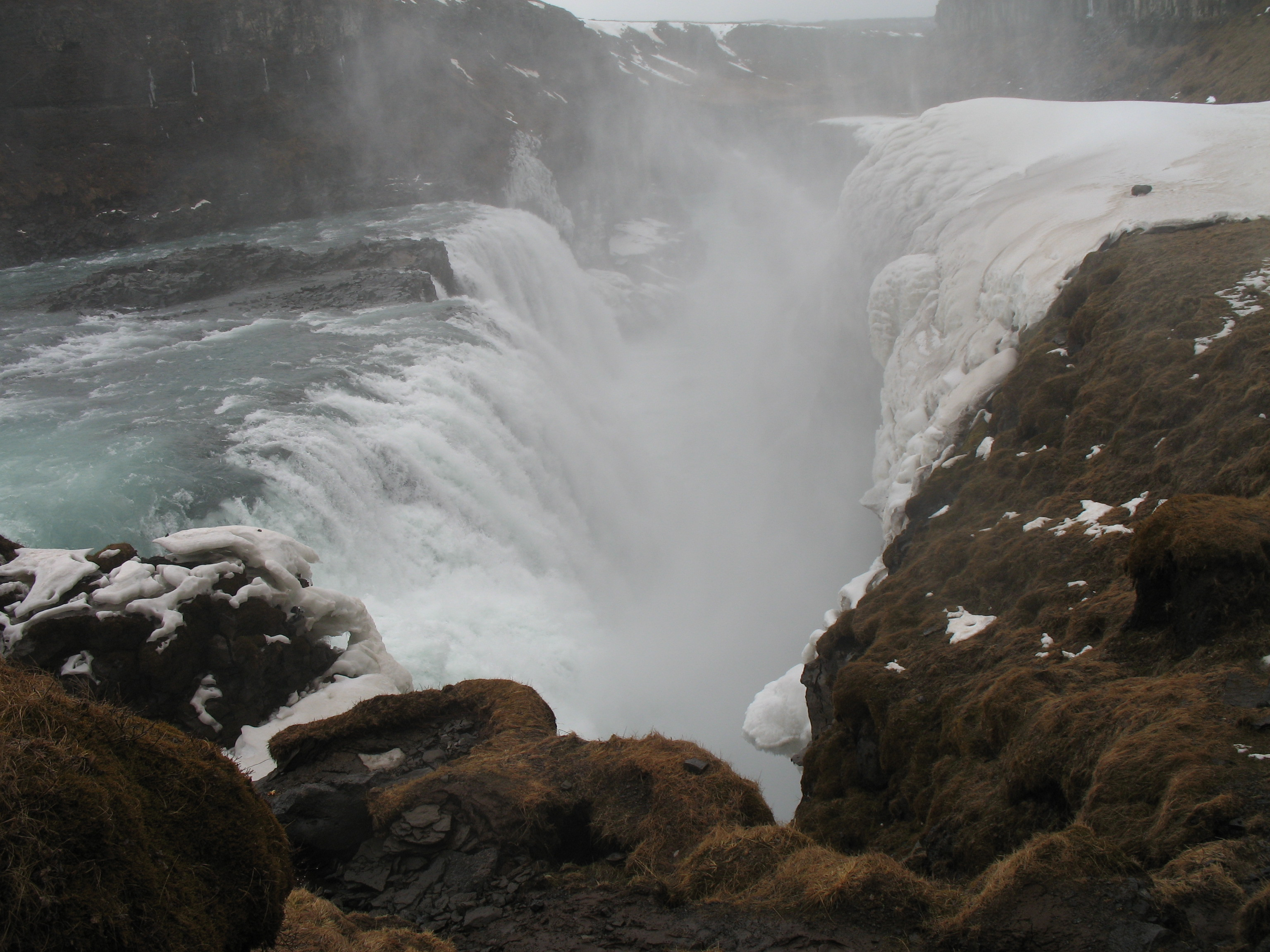